# Pálení čarodějnic

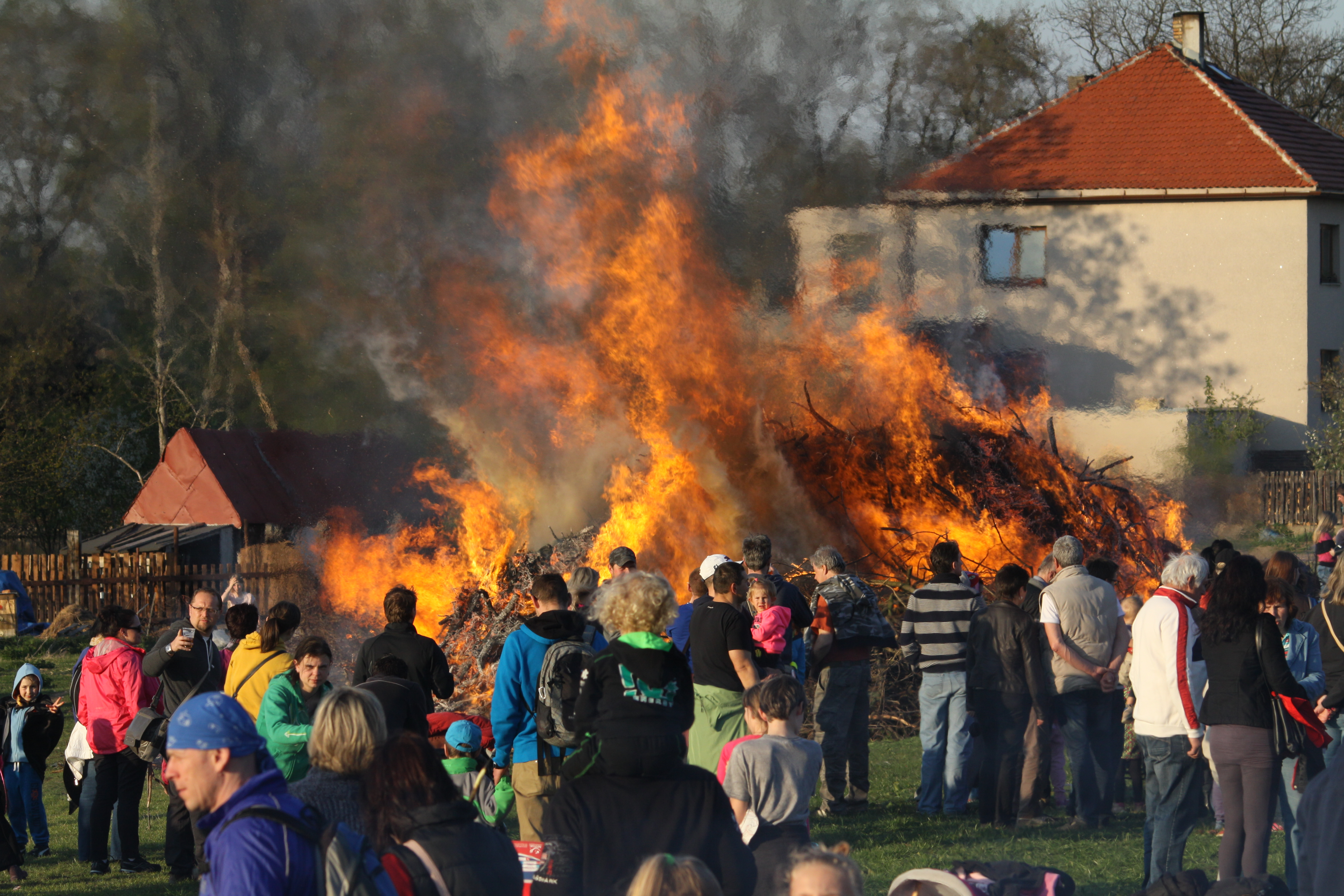
Oslava čarodějnic v Jesenici u Prahy, 2016

Pálení čarodějnic, dříve též filipojakubská noc, je lidový zvyk spojený s pálením ohňů a vírou v čarodějnice, který se odehrává v noci ze 30. dubna na 1. května. Pod názvem Valpuržina noc je slaven také v německy mluvících zemích a Skandinávii.
Pálení čarodějnic a Valpuržina noc jsou často ztotožňovány s gaelským svátkem Beltain či s židovským svátkem Lag ba-omer ve stejném období.

## Česko

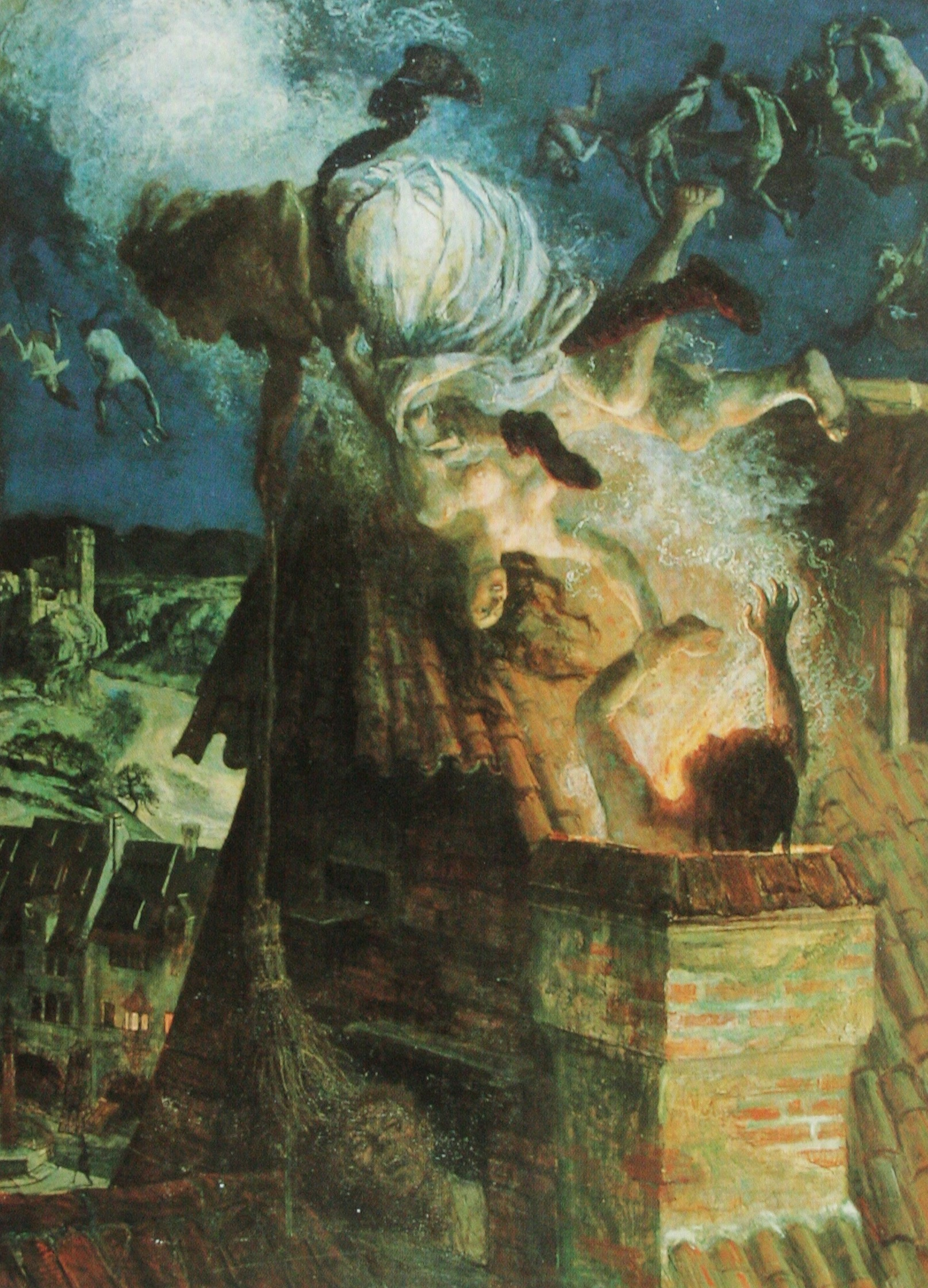
Walpuržina noc, Albert Welti, 1897

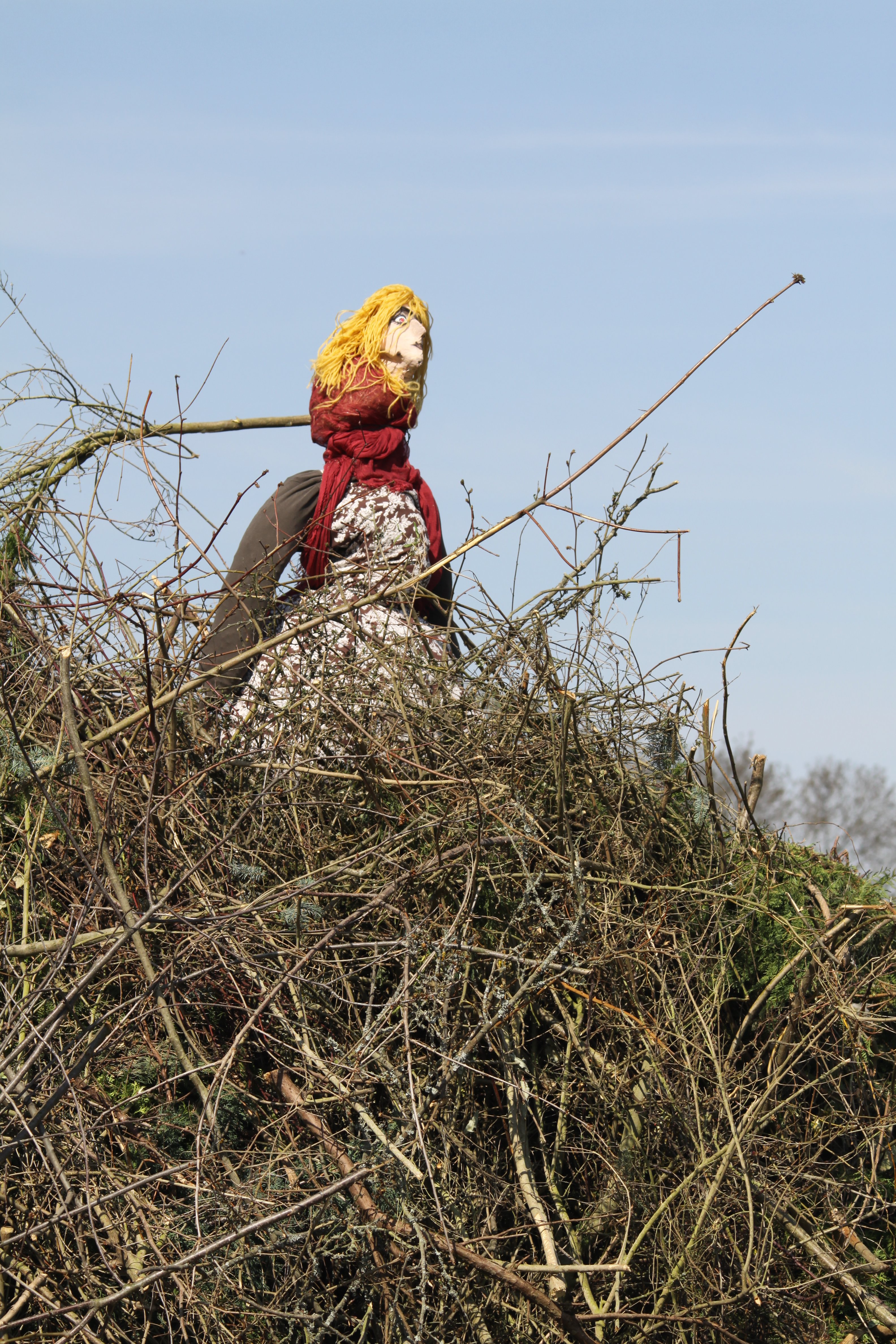
Postava čarodějnice na hranici v Jesenicích

Zvyk pálení ohňů v předvečer prvního máje není zmiňován v žádných staročeských pramenech a podle Čeňka Zíbrta vznikl pod německým vlivem. Už v polovině 19. století však byl tento zvyk zakazován jako pověrečná praktika, stejně tak nemohl probíhat během druhé světové války, kdy bylo zakázáno pálit venkovní ohně. Problematický byl i pro komunistický režim, během kterého existovala snaha filipojakubské ohně přejmenovat na „vatry míru“. Na mnoha místech Česka tak pálení čarodějnic zaniklo.
O podobě této události na počátku 20. století píše James Frazer:
V Čechách v předvečer prvního máje zapalují mladí lidé ohně na kopcích a na vršcích, na rozcestích a na pastvinách a tančí kolem nich. Přeskakují žhnoucí oharky nebo dokonce skáčou přes plameny. Obřad se nazývá ,pálení čarodějnic‘. Na některých místech bývá zvykem na hranici upalovat loutku představující čarodějnici. Musíme si připomenout, že první máj je proslulá Valpuržina noc a všude v povětří je plno neviditelných čarodějnic na pekelných pochůzkách.

Dalším typickým zvykem bylo metání zapálených košťat do vzduchu a nošení jejich ohořelých částí domů pro ochranu. Kromě toho se v souvislosti s nadcházejícím prvním májem stavěla májka, uklízelo hospodářství a chlévy a umísťovaly větvičky do oken za účelem ochrany.

### Současná podoba
Podoba pálení čarodějnic na počátku 21. století si zachová řadu rysů pocházejících z minulosti, zároveň však došlo k řadě změn. Odlišná je především funkce, původní sociální, ochranný a náboženský význam byl nahrazen funkcí zábavnou a společenskou. Pálení čarodějnic probíhá jak v rámci rodiny, sousedů či přátel, tak jako organizovaná akce. Především městské a organizované akce někdy mívají charakter jakéhosi „čarodějnického karnevalu“. Existují i komerční akce svázané s tímto zvykem jako Čarodějáles.
Příkladem proměny zvyku může být přežívající ústřední role ohně, který je však v některých případech upozaďován a hlavní dění probíhá stranou od něj. Oheň také ztratil svou magickou funkci zajišťující ochranu a prosperitu. Také již není nutným zvykem oheň zapalovat na kopci.
Dále zanikl zvyk házení zapálených košťat do vzduchu. Zvyk upalovat figurínu čarodějnice však přetrval či byl znovu vynalezen.
Množství zapálených vater je viditelné na satelitních snímcích amerického Národního úřadu pro oceán a atmosféru pořízených z výšky 850 kilometrů. Pálení čarodějnic bylo v roce 2023 vidět na většině území Česka i v Sasku.